# Wangener Bach
Der Wangener Bach entspringt nordwestlich von Regglisweiler im Gewann Holzkrähe, einem Teilort der Stadt Dietenheim im Alb-Donau-Kreis in Oberschwaben.

## Verlauf

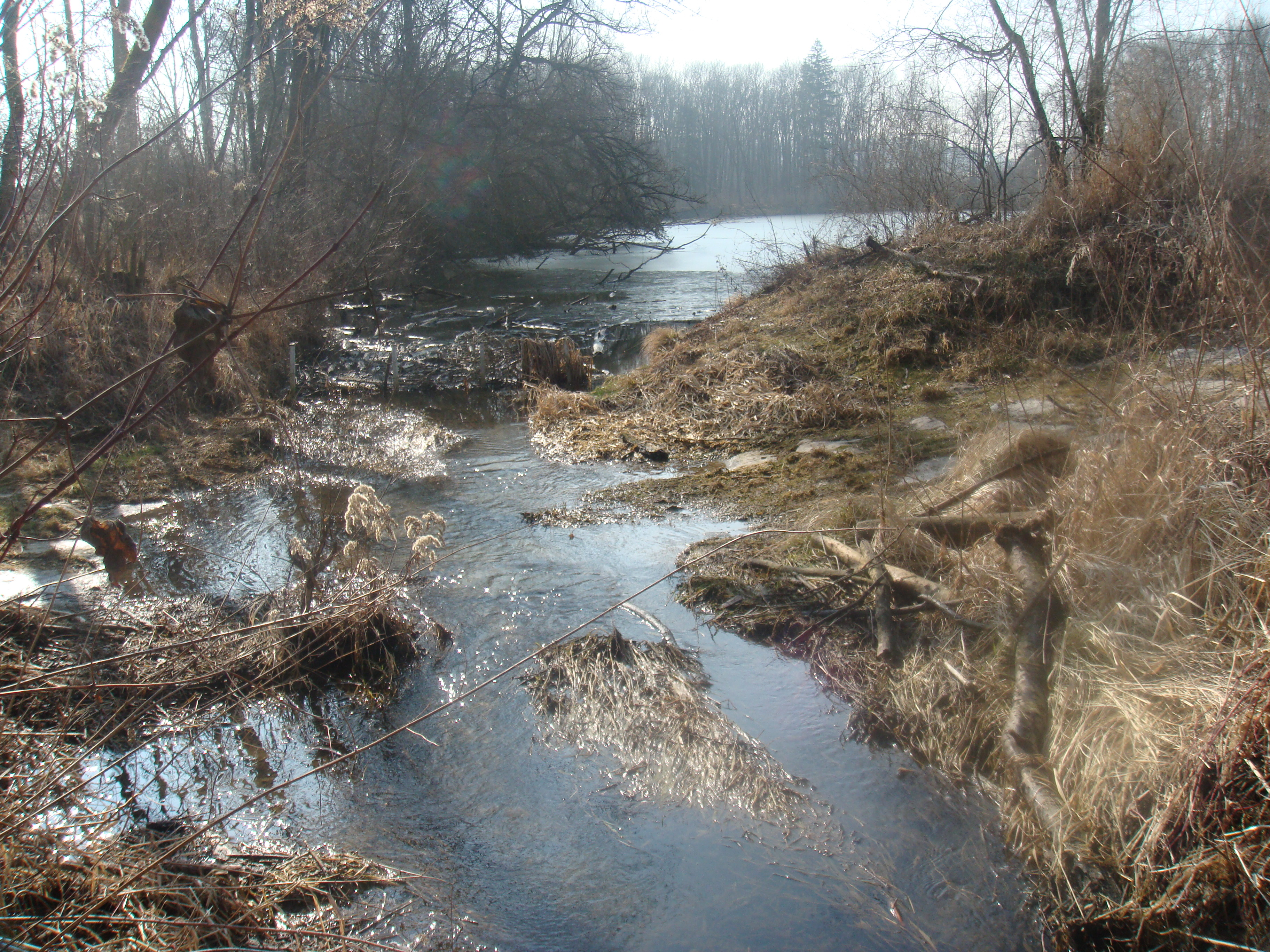
Ausfluss aus dem Russenweiher

Er entwässert einen Teil der Holzstöcke in Richtung Osten in die Iller. Er fließt südlich den Kreuthöfe in die Gemarkung des Illerriedener Ortsteils Wangen ein. Von hier fließt er durch das Kreutfeld nach Wangen, wo er kanalisiert durch das Dorf fließt und nördlich davon wieder an die Oberfläche tritt. Nun fließt er durch das Gewann im Tale in den Illerauwald, wo er den Russenweiher durchfließt und bei Flusskilometer 16,2 in die Iller mündet.